# ステイフーリッシュ
ステイフーリッシュ（欧字名:Stay Foolish 香:愚者眼界、2015年2月22日 - ）は、日本の競走馬。主な勝ち鞍は2018年の京都新聞杯、2022年のレッドシーターフハンデキャップ、ドバイゴールドカップ。
馬名の意味は、「常識に囚われるな」。Appleの創始者スティーブ・ジョブズのスピーチから。

## 戦績

### デビュー前
2015年2月22日、北海道千歳市の社台ファームで誕生。一口馬主法人「社台サラブレッドクラブ」から「カウアイレーンの15」として総額5,000万円（1口125万円×40口）で募集された。

### 2歳（2017年）
栗東・矢作芳人厩舎に入厩。12月10日に中京競馬場での新馬戦(芝2000m)で鞍上・中谷雄太でデビューし、楽に抜け出して新馬勝ちを飾る。
2戦目は年末のホープフルステークス(GI)に格上挑戦。単勝8番人気ながら、中団からよく伸びて3着に入った。

### 3歳（2018年）
年明けの共同通信杯(GIII)では2番人気に推されるも、輸送で大幅に馬体を減らしていたことも影響し、後方のまま10着に大敗した。レース後、中谷は「馬体が減っていたし、（前年12月以降）3戦目で見えない疲れがあったのかも」と語った。
5月5日の京都新聞杯(GII)で復帰。中谷が前月に落馬負傷したため、藤岡佑介と新たにコンビを組んだ。レースでは2番手追走からすんなり抜け出し、2着アドマイヤアルバに1馬身3/4差をつけ、重賞初制覇を果たした。東京優駿(GI)では横山典弘に乗り替わって出走したが、ゲートで後手を踏んで狙っていた先行策をとることができず、10着に敗れた。
その後は休養し、神戸新聞杯で復帰、川田将雅が騎乗し、5着に敗れる。藤岡佑介に戻ったクラシック三冠目、菊花賞は11番人気11着となる。古馬初対戦となった次走、チャレンジカップは3着と好走する。

### 4歳（2019年）
4歳初戦、中山金杯は3コーナーで捲っていき、直線入り口で前に並びかけ抜け出すが、ウインブライトに半馬身差し切られ2着となる。続く京都記念は京都新聞杯と同じ舞台ということもあり1番人気に推されるが、ダンビュライトとの競り合いにクビ差敗れ2着と惜敗。次走、大阪杯では藤岡康太に乗り替わり、ブービーの13着と惨敗。続く鳴尾記念は3着、中谷に鞍上が戻った函館記念は前で粘る、マイスタイル、マイネルファンロンを交わせず、連続3着となる。そのまま北海道に滞在し、札幌記念は9着。3か月ぶりの実戦となった福島記念はクレッシェンドラヴに1馬身1/4差の2着に終わる。中1週で挑んだチャレンジカップは12頭立て10着と惨敗。
結局、年8戦中、2着3回、3着2回と勝ちきれない競馬が続いた。

### 5歳（2020年）
C.ルメールに乗り替わった5歳初戦、アメリカジョッキークラブカップは2番手で競馬をするが、ブラストワンピースに交わされ2着。次走、京都記念は岩田康誠が騎乗し、3番人気3着と善戦するも勝てない競馬が続く。次走、大阪杯は9着。坂井瑠星に乗り替わった目黒記念はトップハンデを背負い、勝ち馬から半馬身+半馬身差の3着に終わる。その後は休養し、4か月のレースとなったオールカマーは田辺裕信が騎乗、再び3着に終わる。藤岡佑介に騎乗が戻った京都大賞典は5着に終わる。
この年も6戦すべてGII以上のレースで掲示板を外したのは大阪杯のみであったが勝ち星は挙げられなかった。

### 6歳（2021年）
前年と同じくアメリカジョッキークラブカップから始動。石橋脩を鞍上に迎え、上がり最速の脚を使うも4着。次走、京都記念は和田竜二が騎乗し、直線手前で先頭に立つも、僚馬ラヴズオンリーユーに1馬身1/4差交わされ2着。次走は日経賞に向けて調整されていたが、フレグモーネにより回避する。6か月ぶりの実戦となった札幌記念は心房細動を発症し、4コーナーで競走を中止する。大事には至らず続くオールカマーは5着に入る。京都大賞典は7着に敗れた。その後も福島記念で4着、海外挑戦の香港ヴァーズでも5着と依然勝ちきれなかった。

### 7歳（2022年）
年内初戦に再びの海外挑戦となるサウジアラビアのレッドシーターフハンデキャップ(G3、芝3000m)に出走した。この競走では2年ぶりとなるルメールを鞍上に迎えて出走し、スタートから先手を奪うとそのまま後続を突き放し、2着に入った愛セントレジャー優勝馬ソニーボーイリストンに4馬身1/4差をつけてゴール、3年9か月ぶりの勝利を手にした。
次いでドバイに転戦し、3月26日、ドバイゴールドカップ(G2、芝3200m)に出走。発走するとステイフーリッシュは好位のインでレースを進め、直線で一度は先頭に立ったデビュー5連勝中のマノーボを差し返して優勝、海外重賞を2連勝とした。レース後、矢作師は「自分としては〝ロイヤルアスコット〟に行ってみたい」とアスコットゴールドカップ参戦に意欲を見せる発言も行った。
帰国し、宝塚記念に出走するも9着。その後凱旋門賞への出走を目指すことを発表。前哨戦としてドーヴィル大賞典に出走し、スタートから先頭を逃げ直線を前に後続と差を広げるも、フランス馬のボタニクにかわされ1馬身1/4差の2着に終わった。次走として9月11日のフォワ賞へ登録することになった。
その後、登録していたフォワ賞を回避し、凱旋門賞へ直行。しかし重馬場の中で全く伸びを見せられず、14着に敗れた。
10月27日、左前繋靱帯炎を発症していたことが判明し、管理する矢作調教師から現役引退が発表された。引退後は社台ファームで乗馬となる。

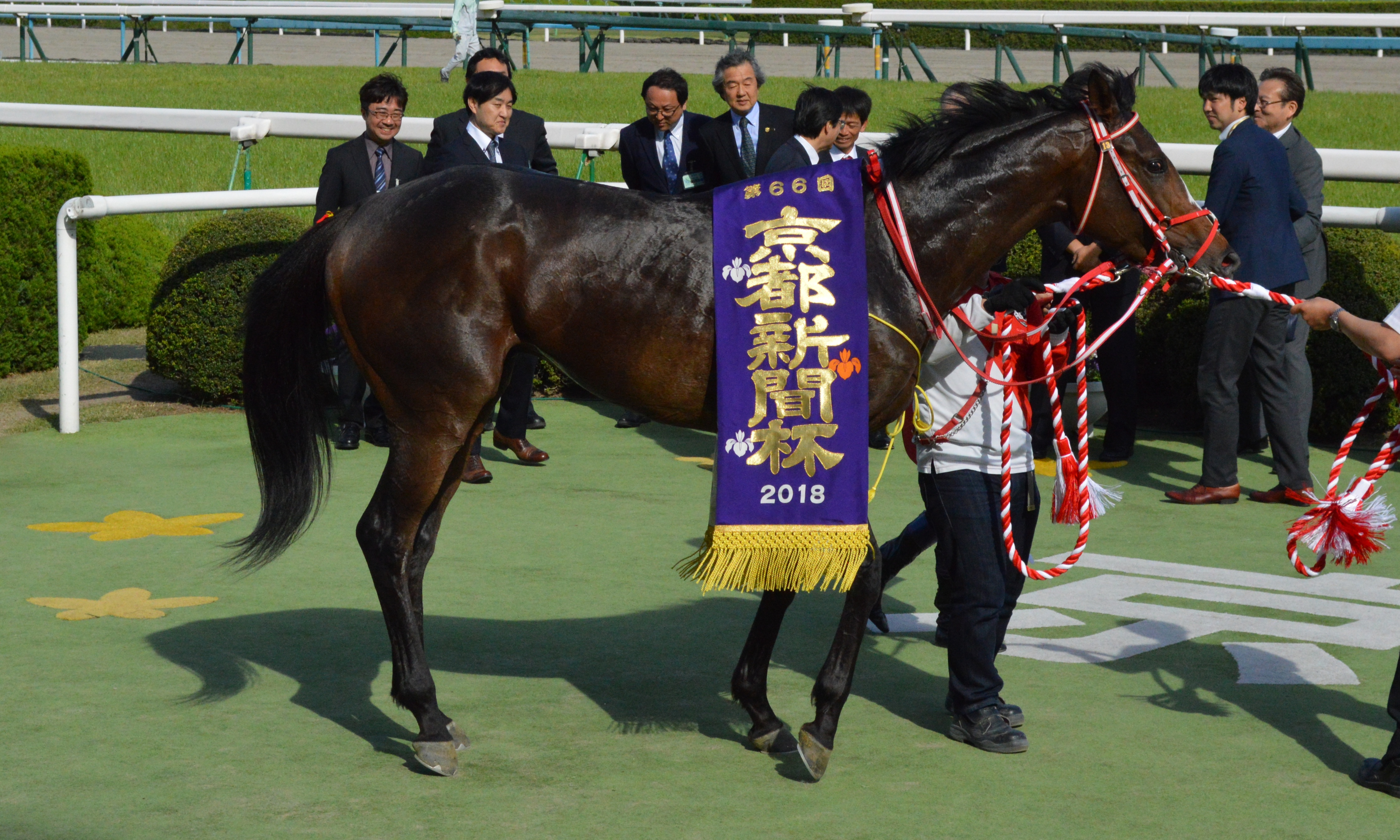
京都新聞杯
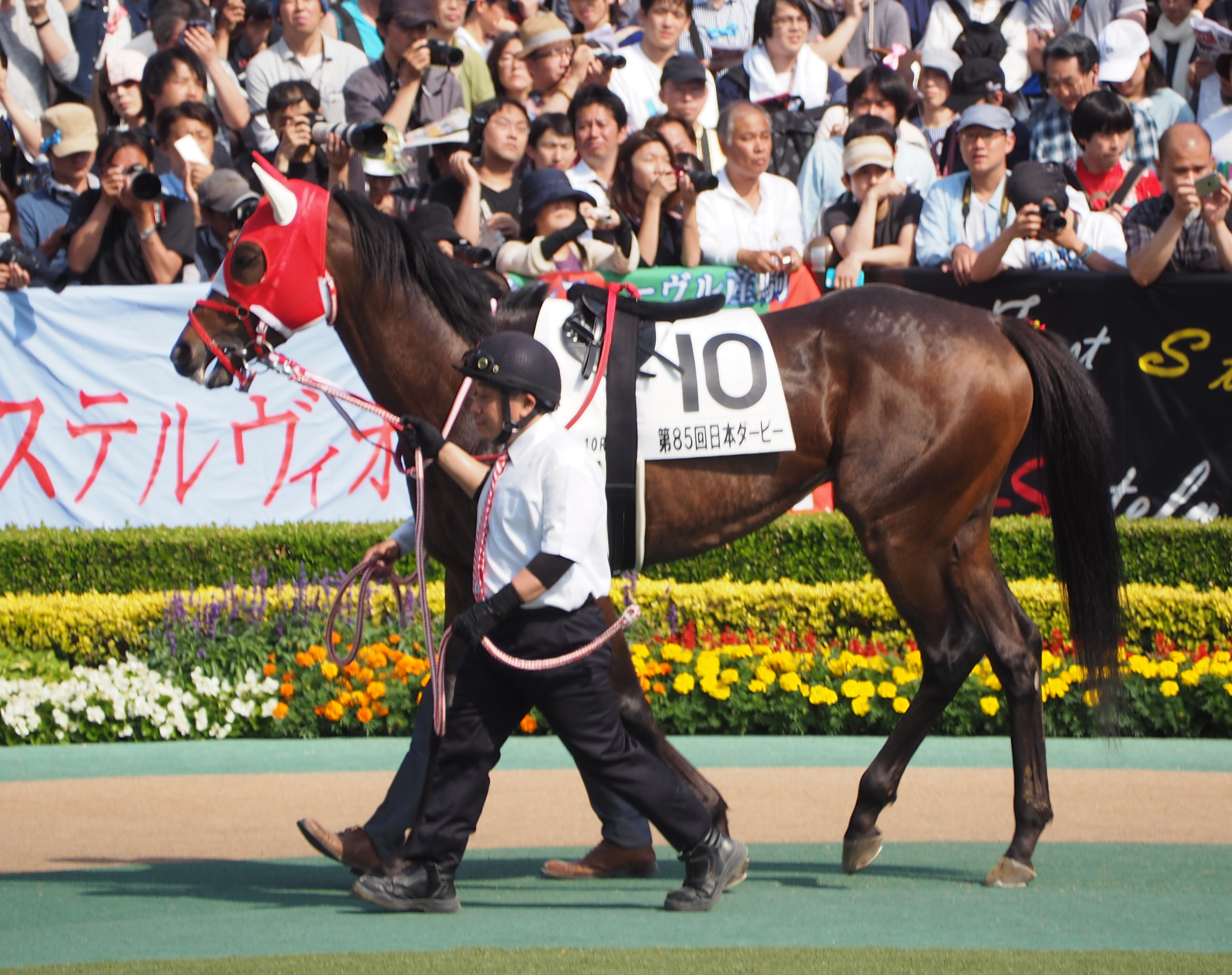
東京優駿

## 競走成績
以下の内容は、netkeiba.com、Racing Post、JRA-VAN Ver.World、香港ジョッキークラブ、サカブジョッキークラブおよびFrance Galopの情報に基づく。
| 競走日     | 競馬場         | 競走名         | 格   | 距離（馬場）  | 頭 数 | 枠 番 | 馬 番 | オッズ （人気） | 着順 | タイム （上がり3F） | 着差        | 騎手        | 斤量 [kg] | 1着馬（2着馬）       | 馬体重 [kg] |
| ---------- | -------------- | -------------- | ---- | ------------- | ----- | ----- | ----- | --------------- | ---- | ------------------- | ----------- | ----------- | --------- | -------------------- | ----------- |
| 2017.12.10 | 中京           | 2歳新馬        |      | 芝2000m（良） | 9     | 5     | 5     | 005.20（3人）   | 01着 | R2:03.7（33.8）     | -0.4        | 0中谷雄太   | 55        | （アイスバブル）     | 450         |
| 0000.12.28 | 中山           | ホープフルS    | GI   | 芝2000m（良） | 17    | 7     | 13    | 022.90（8人）   | 03着 | R2:01.6（35.0）     | -0.2        | 0中谷雄太   | 55        | タイムフライヤー     | 450         |
| 2018.02.11 | 東京           | 共同通信杯     | GIII | 芝1800m（良） | 12    | 7     | 9     | 005.70（2人）   | 10着 | R1:48.5（34.1）     | -1.1        | 0中谷雄太   | 56        | オウケンムーン       | 438         |
| 0000.05.05 | 京都           | 京都新聞杯     | GII  | 芝2200m（良） | 17    | 7     | 13    | 012.80（7人）   | 01着 | R2:11.0（34.6）     | -0.3        | 0藤岡佑介   | 56        | （アドマイヤアルバ） | 454         |
| 0000.05.27 | 東京           | 東京優駿       | GI   | 芝2400m（良） | 18    | 5     | 10    | 039.8（10人）   | 10着 | R2:24.2（34.3）     | -0.6        | 0横山典弘   | 57        | ワグネリアン         | 452         |
| 0000.09.23 | 阪神           | 神戸新聞杯     | GII  | 芝2400m（良） | 10    | 4     | 4     | 011.90（4人）   | 05着 | R2:26.4（35.2）     | -0.8        | 0川田将雅   | 56        | ワグネリアン         | 454         |
| 0000.10.21 | 京都           | 菊花賞         | GI   | 芝3000m（良） | 18    | 8     | 16    | 070.2（11人）   | 11着 | R3:07.5（34.8）     | -1.4        | 0藤岡佑介   | 57        | フィエールマン       | 452         |
| 0000.12.01 | 阪神           | チャレンジC    | GIII | 芝2000m（良） | 12    | 7     | 10    | 018.20（5人）   | 03着 | R1:59.0（34.2）     | -0.7        | 0藤岡佑介   | 56        | エアウィンザー       | 450         |
| 2019.01.05 | 中山           | 中山金杯       | GIII | 芝2000m（良） | 16    | 8     | 15    | 011.00（7人）   | 02着 | R1:59.3（35.4）     | -0.1        | 0藤岡佑介   | 56        | ウインブライト       | 456         |
| 0000.02.10 | 京都           | 京都記念       | GII  | 芝2200m（良） | 12    | 7     | 10    | 003.40（1人）   | 02着 | R2:14.8（34.8）     | -0.0        | 0藤岡佑介   | 56        | ダンビュライト       | 460         |
| 0000.03.31 | 阪神           | 大阪杯         | GI   | 芝2000m（良） | 14    | 6     | 10    | 094.8（12人）   | 13着 | R2:02.4（36.1）     | -1.4        | 0藤岡康太   | 57        | アルアイン           | 454         |
| 0000.06.01 | 阪神           | 鳴尾記念       | GIII | 芝2000m（良） | 9     | 6     | 6     | 004.80（4人）   | 03着 | R1:59.8（35.2）     | -0.2        | 0藤岡佑介   | 56        | メールドグラース     | 458         |
| 0000.07.14 | 函館           | 函館記念       | GIII | 芝2000m（良） | 16    | 5     | 10    | 006.40（3人）   | 03着 | R1:59.9（35.3）     | -0.3        | 0中谷雄太   | 57.5      | マイスタイル         | 454         |
| 0000.08.18 | 札幌           | 札幌記念       | GII  | 芝2000m（良） | 14    | 3     | 3     | 032.90（8人）   | 09着 | R2:01.0（36.4）     | -0.9        | 0中谷雄太   | 57        | ブラストワンピース   | 456         |
| 0000.11.10 | 福島           | 福島記念       | GIII | 芝2000m（良） | 16    | 5     | 9     | 012.90（6人）   | 02着 | R1:59.7（35.7）     | -0.2        | 0中谷雄太   | 57.5      | クレッシェンドラヴ   | 446         |
| 0000.11.30 | 阪神           | チャレンジC    | GIII | 芝2000m（良） | 12    | 7     | 9     | 007.30（4人）   | 10着 | R1:59.7（34.6）     | -0.6        | 0中谷雄太   | 56        | ロードマイウェイ     | 460         |
| 2020.01.26 | 中山           | AJCC           | GII  | 芝2200m（稍） | 12    | 7     | 10    | 008.00（5人）   | 02着 | R2:15.2（36.5）     | -0.2        | 0C.ルメール | 56        | ブラストワンピース   | 458         |
| 0000.02.16 | 京都           | 京都記念       | GII  | 芝2200m（重） | 9     | 5     | 5     | 004.30（3人）   | 03着 | R2:17.1（36.7）     | -0.7        | 0岩田康誠   | 56        | クロノジェネシス     | 466         |
| 0000.04.05 | 阪神           | 大阪杯         | GI   | 芝2000m（良） | 12    | 6     | 7     | 049.10（8人）   | 09着 | R1:59.4（34.9）     | -1.0        | 0岩田康誠   | 57        | ラッキーライラック   | 464         |
| 0000.05.31 | 東京           | 目黒記念       | GII  | 芝2500m（良） | 18    | 6     | 11    | 013.80（7人）   | 03着 | R2:29.8（35.7）     | -0.2        | 0坂井瑠星   | 57.5      | キングオブコージ     | 462         |
| 0000.09.27 | 中山           | オールカマー   | GII  | 芝2200m（稍） | 9     | 7     | 7     | 004.90（3人）   | 03着 | R2:15.7（35.2）     | -0.2        | 0田辺裕信   | 56        | センテリュオ         | 464         |
| 0000.10.11 | 京都           | 京都大賞典     | GII  | 芝2400m（稍） | 17    | 3     | 6     | 007.30（4人）   | 05着 | R2:26.0（35.2）     | -0.4        | 0藤岡佑介   | 56        | グローリーヴェイズ   | 466         |
| 2021.01.24 | 中山           | AJCC           | GII  | 芝2200m（不） | 17    | 6     | 12    | 009.50（4人）   | 04着 | R2:18.3（38.1）     | -0.4        | 0石橋脩     | 56        | アリストテレス       | 464         |
| 0000.02.14 | 阪神           | 京都記念       | GII  | 芝2200m（良） | 11    | 2     | 2     | 007.00（3人）   | 02着 | R2:10.6（35.2）     | -0.2        | 0和田竜二   | 56        | ラヴズオンリーユー   | 470         |
| 0000.08.22 | 札幌           | 札幌記念       | GII  | 芝2000m（良） | 13    | 1     | 1     | 014.70（6人）   |      | 競走中止            |             | 0坂井瑠星   | 57        | ソダシ               | 474         |
| 0000.09.26 | 中山           | オールカマー   | GII  | 芝2200m（良） | 16    | 8     | 16    | 020.30（7人）   | 05着 | R2:12.3（35.4）     | -0.4        | 0横山和生   | 56        | ウインマリリン       | 464         |
| 0000.10.10 | 阪神           | 京都大賞典     | GII  | 芝2400m（良） | 14    | 3     | 3     | 008.40（5人）   | 07着 | R2:25.1（36.7）     | -0.6        | 0川須栄彦   | 56        | マカヒキ             | 466         |
| 0000.11.14 | 福島           | 福島記念       | GIII | 芝2000m（良） | 16    | 5     | 9     | 006.70（3人）   | 04着 | R1:59.9（37.0）     | -0.7        | 0坂井瑠星   | 57.5      | パンサラッサ         | 468         |
| 0000.12.12 | 沙田           | 香港ヴァーズ   | G1   | 芝2400m（良） | 8     | 4     | 4     | 013.00（4人）   | 05着 | R2:28.45            | -1.38       | 0C.ホー     | 57        | Glory Vase           | 468         |
| 2022.02.26 | KAA            | レッドシーTH   | G3   | 芝3000m（良） | 14    | 11    | 8     | 015.00（8人）   | 01着 | R3.06.08            | -0.73       | 0C.ルメール | 60        | （Sonnyboyliston）   | 計不        |
| 0000.03.26 | メイダン       | ドバイGC       | G2   | 芝3200m（良） | 13    | 4     | 9     | 005.00（2人）   | 01着 | R3:19.64            | （1/2馬身） | 0C.ルメール | 57.5      | （Manobo）           | 計不        |
| 0000.06.26 | 阪神           | 宝塚記念       | GI   | 芝2200m（良） | 17    | 4     | 8     | 078.1（10人）   | 09着 | R2:11.1（36.5）     | -1.4        | 0坂井瑠星   | 58        | タイトルホルダー     | 472         |
| 0000.08.28 | ドーヴィル     | ドーヴィル大賞 | G2   | 芝2500m（Bo） | 5     | 5     | 1     | 003.60（2人）   | 02着 | R2:36.41（33.86）   | -0.18       | 0C.デムーロ | 60        | Botanik              | 計不        |
| 0000.10.02 | パリロンシャン | 凱旋門賞       | G1   | 芝2400m（TS） | 20    | 20    | 8     | 065.0（18人）   | 14着 | 02:39.16（42.79）   | -3.45       | 0C.ルメール | 59.5      | Alpinista            | 計不        |

- 海外の競走の「枠番」欄はゲート番を記載
- 海外のオッズ・人気は現地主催者発表のもの（日本式のオッズ表記とした）

## 血統表
| ステイフーリッシュの血統      | ステイフーリッシュの血統                            | ステイフーリッシュの血統    | （血統表の出典）            | （血統表の出典）  |
| 父系                          | サンデーサイレンス系                                | サンデーサイレンス系        | サンデーサイレンス系        | [ § 2 ]           |
| 父 ステイゴールド 1994 黒鹿毛 | 父の父サンデーサイレンス Sunday Silence 1986 青鹿毛 | Halo                        | Hail to Reason              | Hail to Reason    |
| 父 ステイゴールド 1994 黒鹿毛 | 父の父サンデーサイレンス Sunday Silence 1986 青鹿毛 | Halo                        | Cosmah                      |                   |
| 父 ステイゴールド 1994 黒鹿毛 | 父の父サンデーサイレンス Sunday Silence 1986 青鹿毛 | Wishing Well                | Understanding               | Understanding     |
| 父 ステイゴールド 1994 黒鹿毛 | 父の父サンデーサイレンス Sunday Silence 1986 青鹿毛 | Wishing Well                | Mountain Fiower             |                   |
| 父 ステイゴールド 1994 黒鹿毛 | 父の母ゴールデンサッシュ 1988 栗毛                  | ディクタス Dictus           | Sanctus                     | Sanctus           |
| 父 ステイゴールド 1994 黒鹿毛 | 父の母ゴールデンサッシュ 1988 栗毛                  | ディクタス Dictus           | Dronic                      |                   |
| 父 ステイゴールド 1994 黒鹿毛 | 父の母ゴールデンサッシュ 1988 栗毛                  | ダイナサッシュ              | ノーザンテースト            | ノーザンテースト  |
| 父 ステイゴールド 1994 黒鹿毛 | 父の母ゴールデンサッシュ 1988 栗毛                  | ダイナサッシュ              | ロイヤルサッシュ            |                   |
| 母 カウアイレーン 2006 黒鹿毛 | 母の父キングカメハメハ 2001 鹿毛                    | Kingmambo                   | Mr. Prospector              | Mr. Prospector    |
| 母 カウアイレーン 2006 黒鹿毛 | 母の父キングカメハメハ 2001 鹿毛                    | Kingmambo                   | Miesque                     |                   |
| 母 カウアイレーン 2006 黒鹿毛 | 母の父キングカメハメハ 2001 鹿毛                    | *マンファス                 | *ラストタイクーン           | *ラストタイクーン |
| 母 カウアイレーン 2006 黒鹿毛 | 母の父キングカメハメハ 2001 鹿毛                    | *マンファス                 | Pilot Bird                  |                   |
| 母 カウアイレーン 2006 黒鹿毛 | 母の母*シルバーレーン Silver Lane 1985 黒鹿毛       | Silver Hawk                 | Roberto                     | Roberto           |
| 母 カウアイレーン 2006 黒鹿毛 | 母の母*シルバーレーン Silver Lane 1985 黒鹿毛       | Silver Hawk                 | Gris Vitesse                |                   |
| 母 カウアイレーン 2006 黒鹿毛 | 母の母*シルバーレーン Silver Lane 1985 黒鹿毛       | Strait Lane                 | Chieftain                   | Chieftain         |
| 母 カウアイレーン 2006 黒鹿毛 | 母の母*シルバーレーン Silver Lane 1985 黒鹿毛       | Strait Lane                 | Level Sands                 |                   |
| 母系(F-No.)                   | 5号族(FN:5-g)                                       | 5号族(FN:5-g)               | 5号族(FN:5-g)               | [ § 3 ]           |
| 5代内の近親交配               | Hail to Reason4×5＝9.38％、                         | Hail to Reason4×5＝9.38％、 | Hail to Reason4×5＝9.38％、 | [ § 4 ]           |
| 出典                          | 1. 2. 3. 4.                                         | 1. 2. 3. 4.                 | 1. 2. 3. 4.                 | 1. 2. 3. 4.       |

- 母カウアイレーンは現役時代にターコイズステークス(OP)など5勝を挙げている[40]。
- 母の半兄にブラックホーク（安田記念、スプリンターズステークスなど）、半姉にピンクカメオ（NHKマイルカップ）がいる[40]。